# Nicki Nicole
Nicole Denise Cucco (Rosario, 25 de agosto de 2000), conocida artísticamente como Nicki Nicole, es una cantante y compositora argentina de rhythm and blues, reguetón y pop urbano.
En 2019, saltó a la fama con el sencillo «Wapo traketero», logrando obtener millones de reproducciones en YouTube en un corto período de tiempo después de ser publicado. La canción se convirtió en un fenómeno viral, logrando ingresar a la lista «Argentina Hot 100» de Billboard. En agosto de ese mismo año terminó ganando más reconocimiento a nivel nacional e internacional con la publicación de su sesión de música junto al productor Bizarrap. En noviembre de ese año, lanzó su primer álbum de estudio Recuerdos, con canciones como «Años luz», «Shorty», «Plegarias», entre otras.
En 2020, colaboró junto con Trueno y Bizarrap en el sencillo «Mamichula», el cual conseguiría más de cuatrocientos millones de reproducciones en la plataforma YouTube. Al año siguiente, publicó su segundo álbum de estudio, Parte de mí.
En mayo del 2023, publicó su tercer álbum denominado Alma, el cual tiene colaboraciones con cantantes como Young Miko, Rels B, YSY A y Milo J. Con canciones como «Ya no», «Tienes mi alma», «Llámame», entre otras. En el mes de agosto empezó su segunda gira musical, «Nicki Nicole abre su alma», con hasta el momento nueve fechas confirmadas en el Movistar Arena de la Argentina.
Siguiendo su gira internacional se presentó en varios países como, Marruecos, España, USA, entre otros.
En noviembre del 2024 público su cuarto álbum denominado «Naiki», el cual habla sobre su vuelta a sus comienzos en la música. Este tiene colaboraciones con Duki y Khea.

## Biografía
Nicki Nicole nació en la ciudad de Rosario, Santa Fe, en el seno de una familia de clase media (tiene dos hermanos y una hermana, ella es la menor de todos), de ascendencia italiana. manifestando interés por la música desde temprana edad. Cursó la secundaria en el colegio Francisco de Gurruchaga, y siguió la orientación de arte. Según ella, ahí se dio cuenta de lo que quería hacer:

Más allá de lo que nos enseñaban, los profesores nos daban valores y lecciones de vida: hablaban de cumplir lo que soñás más allá de lo que quieras hacer. Y eso me motivó, me llevó a estar segura de lo que quiero ser. Lo que pude desarrollar ahí fue la comunicación hacia la otra persona. Yo era una persona mucho más cerrada, tímida. Pero aprendí a ser más abierta a la opinión del resto y a poder charlar con el otro respetando su opinión.

Estudiando aprendió a apreciar la música, el cine, el periodismo y la producción audiovisual. Solía ir a batallas de rap en las que participaban sus amigos, pero ella no se animaba. Le gustaba practicar rap de estilo libre, pero no era buena parándose frente a alguien a decirle cosas, lo suyo era escribir canciones. «Mis amigos crecían en base a la práctica, a perder, a ganar. Aprendí la paciencia que hay que tener cuando fallamos y ganamos. No era buena en las competencias, pero haciendo rap de estilo libre empecé a tener más facilidad para hacer canciones improvisadas en el estudio, todo era más fácil», recordó.
La opinión de su madre ha sido para ella una prioridad al momento de decidirse a hacer los que le gustaba. Su temor a que a ella no le gustara lo que hacía le llevó a confesarle que si no tenía su apoyo no iba a hacer nada porque de lo contrario nunca estaría feliz: «Por más que a otras personas les gustara mi música, ella era mi prioridad», dijo en 2020. Dice inspirar sus canciones en situaciones cotidianas, se instruye aprendiendo de otros artistas, ama la poesía y es seguidora del cine. Afirma que tiene muy claro que es gracias a mujeres que en el pasado abrieron el camino para que las consideren y les dieran la misma atención que a los hombres, es que ella logró llegar a donde está; y a partir de ahí desea a su vez ser inspiración para que más niñas busquen cumplir sus sueños artísticos: «Sin darnos cuenta los artistas somos ejemplo y referente o inspiración de cada nene. Por nosotros se inspiran en hacer música y saber que cualquier chica sepa que puede estar donde estoy solo por querer buscar un sueño me encanta».

## Carrera musical

### 2018-2019: Inicios musicales
Según relató su primer productor, Gonzalo Ferreyra, él estaba en 2018 en la búsqueda de nuevos artistas y al ir a una fiesta llamada Boom Trap Party en un bar de Corrientes y Urquiza, Rosario, quedó fascinado con su voz, la manera en que cantaba, cómo estaba vestida y su estilo. Pese a que no tenía idea de quién era, esa noche le escribió al Instagram diciéndole que le encantaría producirla. En aquel entonces, Nicki cantaba a dúo con Jonavi, así que Ferreyra les grabó las canciones «No puede seguir» y «Ahora quiere volver». Posteriormente la cantante optó por una carrera musical como solista y el dúo se disolvió.
En abril de 2019, lanzó la canción «Wapo traketero» con la producción musical de Gonzalo Ferreyra y la productora audiovisual Cocodrilo P&B, logrando millones de reproducciones en dos meses. El video fue filmado en las afueras de Rosario. En agosto del mismo año, Nicole se unió con el productor argentino Bizarrap en su Music Session. La canción obtuvo fama, logrando entrar al Argentina Hot 100 de Billboard, ingresando al top 3 de la lista. El 23 de agosto, lanzó una nueva canción titulada «Años luz», producida nuevamente por Ferreyra, y un video musical de estilo minimalista realizado por Cocodrilo P&B. El video logró ser tendencia, alcanzando más de un millón de reproducciones en muy pocas horas en YouTube. En noviembre de 2019, estrenó su álbum debut Recuerdos, el cual logró debutar en el puesto número 89 de iTunes en Argentina.

### 2020-presente:Parte de míy Latin Grammy

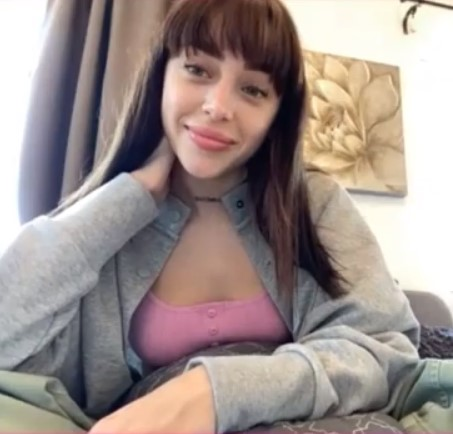
Nicki Nicole en una entrevista para Flow Latino (2021)

En mayo de 2020, la cantante lanzó «Colocao», con la cual logró obtener más de un millón de visitas en YouTube en menos de veinticuatro horas. En un reportaje, en julio de 2020, afirmó que sus creaciones son un «50 y 50» entre rap de estilo libre y la composición propiamente dicha y que le gusta mezclar, absorber y desarrollar todo lo que lee y ve. Según Mavi Díaz, fundadora de las legendarias Viuda e Hijas de Roque Enroll y entrenador vocal de Nicki: «Tiene un talento sobrenatural, es muy creativa, va componiendo mientras va grabando: arma un universo vocal con la manera de expresar palabras que se inventa, mezclas de palabras en inglés que las trae al castellano, con una forma a veces hasta un poco gitana o latina, si se quiere». Según Nicki, Mavi la ayudó mucho y lo primero que le dijo fue: «La idea es marcar la identidad de la voz de uno, no llevarla a cantar como otro», y aprendió mucho de ella basándose en todo lo que Mavi vivió de la música. Nicki considera que Mavi la acompañó mucho tiempo cuando estuvo lejos de su mamá y siente un gran afecto por ella.
En julio de 2020, lanzó en colaboración con Trueno y Bizarrap la canción «Mamichula». Esta se posicionó en el primer lugar de la lista Argentina Hot 100 de Billboard. En poco más de un mes, el vídeo oficial de la canción superó las cien millones de visualizaciones en YouTube. En septiembre de ese año, publicó el sencillo «Mala vida», con un video dirigido por Jessica Praznik, inspirado en El Padrino y ambientado en la década de 1940. Inmediatamente después del lanzamiento de su último sencillo, «Mala vida» recibió una nominación a los premios Latin Grammy a Mejor nuevo artista, compartiendo categoría con otros cuatro artistas argentinos: Wos, Cazzu, Nathy Peluso y Conociendo Rusia.
En diciembre, estrenó «Verte» junto a Dread Mar-I y Bizarrap, con un video musical dirigido por «La Polaca» Praznik. Al respecto de este sencillo, la cantante dijo: «Fue de las colaboraciones que más soñé. Dread Mar I siempre estaba sonando en mi casa, mi mamá y mis hermanos escuchaban su música. El hecho de que Bizarrap la produzca también es algo súper inesperado».
En enero de 2021 participó del lanzamiento de la remezcla «Ella no es tuya» junto a Rochy RD y Myke Towers. En febrero, obtuvo un galardón en los Premio Lo Nuestro a Revelación artista femenino. En marzo, la cantante colaboró con la banda de rock uruguaya No Te Va Gustar en el sencillo «Venganza», un tema contra la violencia de género. Ese mismo mes, publicó el primer sencillo de su siguiente álbum de estudio, «No toque mi Naik», junto al cantante puertorriqueño Lunay. En abril se presentó en The Tonight Show, programa de televisión estadounidense conducido por Jimmy Fallon, interpretando «Wapo traketero» y «No toque mi Naik» junto a Lunay. El 29 de abril, la cantante se unió a la canción de Pedro Capó y De La Ghetto en «Tú fanático remix».
En junio de 2021, junto a Bizarrap y Duki, grabó en Miami el tema «Ya me fui». 
El 7 de octubre estrenó su sencillo «Baby» y el 28 de ese mismo mes lanzó su segundo álbum, «Parte de mí», en el que colaboró con artistas como Trueno, Rauw Alejandro, Tiago PZK, Nathy Peluso y Bizarrap, entre otros. También lanzó su última canción con Aitana, llamada «Formentera».
En octubre del mismo año, Nicki, protagonizó la primera Tiny Desk en Buenos Aires y se convirtió en la quinta artista argentina en formar parte de estas sesiones. Su sesión fue sintonizada por miles de personas y en la plataforma YouTube ronda las diez millones de reproducciones.
El 1 de septiembre de 2022, publicó «Nobody like yo», que fusiona trap y salsa. El 10 de noviembre de 2022, lanzó «Frío». 
En febrero de 2023 participó en la remezcla de «Por las noches», del cantante de regional mexicano Peso Pluma.
El 18 de mayo de 2023, Nicole publica su tercer álbum, Alma, una colección de diez canciones de aire intimista que suponen el trabajo más personal de la cantante argentina, con temas escritos desde su experiencia y que tratan temas como su lucha contra la pérdida de autoconfianza o aspectos más emotivos. El primer sencillo extraído del álbum fue el titulado «No voy a llorar», en el que habla sobre el desamor y la ruptura de un relación imposible. El tema estaba basado en la relación que mantenía la cantante con el rapero argentino Trueno, con quien había colaborado anteriormente en el tema «Mamichula».

## Discografía
| Álbumes de estudio - 2019: Recuerdos - 2021: Parte de mí - 2023: Alma - 2024: Naiki |

## Filmografía
| Año  | Título                                                    | Canal       | Rol                    | Notas                   |
| ---- | --------------------------------------------------------- | ----------- | ---------------------- | ----------------------- |
| 2021 | La Voz Argentina                                          | Telefe      | Asesora de Mau y Ricky | Etapa de las «Batallas» |
| 2023 | LXII Festival Internacional de la Canción de Viña del Mar | Star+       | Jurado                 |                         |
| 2023 | La firma                                                  | Netflix     | Jurado                 |                         |
| 2024 | La Joia: Bad Gyal                                         | Prime Video | Ella misma             | Documental              |

## Giras musicales

### Como solista
- Parte de mí Tour (2021-2022)
- Alma Tour (2023-2024)[34]

## Premios y nominaciones
Hasta diciembre de 2021, Nicki Nicole ha ganado 7 premios de 31 nominaciones. Entre ellos, ganó dos premios Spotify Awards, dos Premios Carlos Gardel, un Los 40 Music Awards, un Premio Lo Nuestro y dos Premio Quiero. Además, ha recibido nominaciones a los premios Martín Fierro Digital, MTV Europe Music Awards, MTV Millenial Awards y al Grammy Latino.